# 李開藻
李開藻（1564年—？），字啓鑑，號鵬岳，福建泉州府永春縣人，軍籍，明朝政治人物。

## 生平
萬曆十年（1582年）壬午科福建鄉試第五十八名，萬曆十一年（1583年）癸未科會試第一百四十七名，登二甲第三十二名進士。大理寺觀政，本年授给假，次年授户部主事，丁憂，十六年復除本部，十七年差浒墅鈔关，十九年考试雲南，二十年升礼部员外郎，本年升山西提学佥事，二十二年告病。二十六年補本省提学佥事，二十七年升山東参议，致仕。三十年補浙江副使，三十二年升江西提学副使，三十三年丁憂。三十五年補江西提学副使，本年告病。三十八年起南京尚寶司卿，四十六年升太常寺少卿。

## 家族
曾祖李漢中；祖父李子昇，曾任壽官；父李應辰。母陳氏。重庆下。兄李開芳（同科進士）；李開芬。弟李開蕴。